# María del Carmen Maggi
María del Carmen Maggi (Mar del Plata, 1947-ibídem, 1975) fue una licenciada en letras y en filosofía argentina, decana de la facultad de Humanidades de la Universidad Católica de Mar del Plata, víctima del terrorismo de Estado, asesinada por la CNU durante el gobierno de María Estela Martínez de Perón.

## Trayectoria
Maggi, quien se había recibido con medalla de oro, fue docente secundaria y universitaria y también fue la secretaria general de la Universidad Católica de Mar del Plata y más tarde decana de la Facultad de Humanidades de la misma universidad. Abogaba por la derogación del arancelamiento universitario.
Ella no estaba afiliada a ningún partido político pero apoyaba la integración de la Universidad Católica y la Universidad Provincial de Mar del Plata. En ese momento la Universidad Provincial ―que más tarde se convertiría en la Universidad Nacional de Mar del Plata― era estatal y gratuita, sin arancelamiento, mientras que la Universidad Católica era la única universidad privada que durante tres años no había sido arancelada.
Durante el gobierno de María Estela Martínez de Perón, docentes profesionales alineados con la derecha peronista ocupaban los cargos jerárquicos de la Universidad Provincial. Maggi grabó una entrevista que tuvo con Pedro Arrighi, rector de la Universidad Provincial y la llevó a la prensa. En esa entrevista Arrighi sostenía que la única manera de integrar la Universidad era «designar como decano en la Facultad de Derecho al doctor Jorge Aguilera» (quien representaba a la derecha del peronismo) y le mandó un mensaje a monseñor Eduardo Pironio: «Dígale a que me deje de extorsionar con la venta de la biblioteca de la universidad». También confesó que con la integración planeaban echar a todo el personal no docente y docente. Por esta grabación Arrighi fue echado y empezaron las amenazas telefónicas y los allanamientos a la universidad. Ella se negó a tomar una licencia cuando se lo sugirió el rector de la Universidad Católica, Grinberg. Mientras tanto, la Triple A, grupo paramilitar de extrema derecha organizado por el ministro de Bienestar Social, José López Rega, acusaba a la universidad de ser «un foco de la subversión liberal marxista» y al obispo de «montonero».
Llegaron a amenazar al mismo obispo:

Su vida corría peligro por aquel entonces. En vísperas del golpe militar del 1976, fue amenazado de muerte reiteradas veces. Tras aparecer pintadas callejeras en algunos edificios, colegios católicos, y en las paredes de la Catedral de Mar del Plata la inscripción «Pironio montonero», tuvo que desalojar el edificio del arzobispado por amenazas concretas de bomba. Su prédica comprometida con la Iglesia latinoamericana le valió el mote de comunista utilizado por parte de los mismos sectores políticos y militares que asesinaron al padre Carlos Mugica en 1974, su discípulo espiritual y amigo.
Primo Corbelli.

## Secuestro
Maggi fue secuestrada de su casa el 9 de mayo de 1975 por un grupo de hombres que inicialmente se creyó estaban ligados a la Marina (dirigida por el genocida Emilio Eduardo Massera) y fuertemente armados con ametralladoras, no obstante rápidamente se comenzó a sospechar de la participación de miembros de la CNU en el hecho.
Su madre, Elena Mussi de Maggi, se convirtió en una de las Madres de Plaza de Mayo Línea Fundadora y declaró en el juicio que:

A las 2.30 sintieron fuertes golpes en la puerta. Su esposo se asomó desde una ventana del primer piso y vio entre 12 y 14 hombres armados con metralletas que le ordenaron abrir la puerta. No bien lo hizo, los desconocidos ingresaron a la casa y se toparon con su hija, que estaba bajando la escalera. "¿Es usted la licenciada Maggi?", preguntó uno de ellos, que se identificó como policía. Al obtener respuesta afirmativa, el individuo ordenó: "Venga con nosotros que tenemos que hacerle unas preguntas". Con estremecedora inocencia, los padres acorralados a punta de metralleta en la cocina le pidieron a los secuestradores que se llevaran los medicamentos de María del Carmen, quien padecía diabetes, pero aquellos se negaron.

Fue tanta la repercusión mediática de su desaparición y tantas las adhesiones y pedidos de aparición que el entonces rector de la Universidad Católica, Grinberg, preocupado por la falta de medicamentos de Maggi, se ofreció a ocupar su lugar.
Grinberg renunció el 25 de mayo de 1975.
Cuando desapareció tenía sólo 28 años.
La causa penal fue cerrada antes de cumplirse un mes de su secuestro.
Sus restos fueron descubiertos el 23 de marzo de 1976, un día antes del golpe de Estado en una playa cerca de la laguna de Mar Chiquita.
El 30 de mayo, aparecieron los cuerpos baleados de Juan Manuel Tortosa y su padre Ricardo Manuel, dueños del kiosco de flores situado junto a la Catedral. Se sospechaba que este asesinato había sido por haber presenciado el secuestro de Maggi.
El abogado José Catuogno, interventor del Partido Justicialista de General Pueyrredon, fue nombrado, por decreto, rector normalizador de la Universidad de Mar del Plata el 2 de junio.

## Juicio
El Juicio por la Verdad demostró que había miembros de la Concentración Nacional Universitaria (CNU) que habían actuado en complicidad, no sólo con el aparato represivo estatal durante el Proceso de reorganización nacional sino, también durante el período inmediatamente anterior. Este aparato represivo funcionó durante el gobierno peronista de la presidenta Isabel Martínez de Perón contra militantes políticos, estudiantiles y sindicales pertenecientes a partidos de izquierda.
En el juicio fueron acusados miembros del CNU (Concentración Nacional Universitaria) que eran muy activos en la zona atlántica y estaban relacionados con la marina de guerra y al ejército argentino. Estos miembros habían sido contratados en la Universidad Provincial como custodios. Se demostró que la Triple A estaba detrás de los secuestros y asesinatos.
La Justicia Federal dictaminó que también se trataba de delitos de lesa humanidad. Esto motivó que se pudieran investigar las desapariciones y asesinatos de militantes ocurridos entre 1975 y 1976. En este juicio la desaparición y asesinato de María del Carmen Maggi se atribuyó a la relación cercana que esta tenía con el obispo de la diócesis de Mar del Plata, monseñor Eduardo Pironio, y por su defensa de la Universidad Católica en el período de integración con la Universidad Provincial.
La testigo Silvia Navarro fue a hablar con Cattuogno poco después de la desaparición de Maggi:

La testigo conocía de vista al Rector de la Universidad Provincial, Dr. José Cattuogno, motivo por el cual ese mismo día lo visitó en su despacho a fin de interiorizarse por la suerte de la Lic. Maggi. Narra la testigo que el Dr. Catuogno se sintió muy molesto y en varias ocasiones le inquirió «por qué había ido a él». La testigo ―conociendo las dificultades que se estaban produciendo en relación a la integración de las dos universidades e intentando obtener la información que solicitaba―, prometió conseguirle las firmas y apoyo que se necesitaban para la posterior nacionalización, razón por la cual quedaron en encontrarse ese mismo día en horario de la tarde. Recordó la testigo que al Dr. Catuogno le extrañaba que no lo hubiese llamado monseñor Sirotti o el padre Gutiérrez. También evocó que Catuogno se refería a la Universidad Católica como «una cueva de izquierdistas y que más le convenía al Dr. Oliver hacerse cargo de un nombramiento que tenía en Dolores».

Según otra testigo, su asesinato fue un mensaje al obispo Pironio, y momentos antes de morir Maggi habría dicho: «Los perdono porque no saben lo que hacen».
La Cámara Federal de Mar del Plata afirmó:

La integración de la Universidad Católica a la Universidad Nacional se llevó a cabo mediante la persecución y eliminación de opositores políticos por parte de la asociación ilícita investigada en esta causa, que actuó a través de grupos operativos y de quienes ocuparon lugares de poder dentro de las estructuras del Estado.

El 20 de diciembre de 2016 el Tribunal Oral Federal N°1 condenó a la pena de prisión perpetua al exfiscal federal Gustavo Demarchi, al militar retirado Fernando Alberto Otero y al exdocente del Servicio Penitenciario Bonaerense, Mario Ernesto Durquet por ser coautores de los homicidios de Enrique Elizagaray, Guillermo Enrique Videla, Jorge Enrique Videla, Jorge Lisandro Videla y Bernardo Goldemberg –cometidos en la denominada noche del 5×1-, la privación ilegítima de la libertad agravada por mediar violencia y el homicidio calificado de Maggi y pertenecer a una asociación ilícita, en el caso de los dos últimos imputados también fueron declarados culpables de los homicidios de Jorge Stoppani y Daniel Gasparri. José Luis Granel fue condenado a siete años de prisión por ser coautor del delito de asociación ilícita, Juan Pedro Asaro recibió una pena a cinco años por el delito de asociación ilícita y fue absuelto respecto al homicidio de María del Carmen Maggi; Juan Carlos Asaro y Roberto Justel fueron condenados por el delito de asociación ilícita a tres años de prisión en suspenso, Raúl Viglizzo y Raúl Rogelio Moleón fueron absueltos y se declaró extinguida la acción penal en relación con Roberto Coronel y Marcelo Arenaza, que fallecieron antes de la sentencia.

## Homenajes
En su homenaje existe una placa conmemorativa en el pasaje Catedral, donde funcionó la Universidad Católica.
El 20 de noviembre de 2009, el Concejo Deliberante de Mar del Plata la declaró «Hija Dilecta de Mar del Plata».
EL martes 17 de septiembre de 2019, se impuso su nombre a la Sala de Profesores del Colegio Secundario "La Sagrada Familia", de Mar del Plata,  en el cual ella fuera docente hasta su secuestro y asesinato.
Dentro del complejo Universitario de Mar del Plata, se nombró a la facultad de humanidades sede M.C "coca" Maggi.